# Ciclismo ai Giochi della III Olimpiade
Il ciclismo alla III Olimpiade fu rappresentato da sette eventi che si sono svolti dal 3 al 5 agosto al Francis Field della Washington University di Saint Louis.

## Podi

### Uomini
| Evento                        | Oro            | Prestazione | Argento          | Prestazione | Bronzo           | Prestazione |
| Ciclismo su pista             |                |             |                  |             |                  |             |
| Quarto di miglio (dettagli)   | Marcus Hurley  |             | Burton Downing   |             | Teddy Billington |             |
| Terzo di miglio (dettagli)    | Marcus Hurley  |             | Burton Downing   |             | Teddy Billington |             |
| Mezzo miglio (dettagli)       | Marcus Hurley  |             | Teddy Billington |             | Burton Downing   |             |
| Un miglio (dettagli)          | Marcus Hurley  |             | Burton Downing   |             | Teddy Billington |             |
| Due miglia (dettagli)         | Burton Downing |             | Oscar Goerke     |             | Marcus Hurley    |             |
| Cinque miglia (dettagli)      | Charles Schlee |             | George Wiley     |             | Arthur Andrews   |             |
| Venticinque miglia (dettagli) | Burton Downing |             | Arthur Andrews   |             | George Wiley     |             |

## Medagliere
| Pos.   | Paese       | Oro | Argento | Bronzo | Totale |
| ------ | ----------- | --- | ------- | ------ | ------ |
| 1      | Stati Uniti | 7   | 7       | 7      | 21     |
| Totale | Totale      | 7   | 7       | 7      | 21     |